# Frank Langella
Frank A. Langella Jr., född 1 januari 1938 i Bayonne i New Jersey, är en amerikansk skådespelare. Han är lika känd inom teaterscenen som han är för sina filmer. Langella har bland annat porträtterat Greve Dracula, Sherlock Holmes, Zorro, Richard Nixon och Skeletor. Han har vunnit fyra Tony Awards och nominerats till en Oscar.

## Biografi
Frank Langella, som har italienska rötter, föddes i Bayonne, New Jersey och flyttade under sina gymnasieår till South Orange, New Jersey. 1959 examinerades han ifrån Syracuse University i drama.
Mellan 1963 och 1966 syntes han i del off-broadway teateruppsättningar innan han fick rollen som en ung William Shakespeare i Broadwayuppsättningen av A Cry of Players. I pjäsen spelade han mot Anne Bancroft som föreslog för sin man Mel Brookes att Langella skulle få en roll i Det våras för svärmor. Samma år (1970) syntes han också i En galen hemmafrus dagbok där han han fick en Golden Globe-nominering som bästa nykomling.
Langella fick sin första Tony Award 1975 för sin roll i uppsättningen av Seascape. 1977 fick han ytterligare en nominering då han spelade huvudrollen i Dracula. Rollen ledde till att han även fick spela Dracula i filmversionen från 1979. Han gick sen vidare med att spela Sherlock Holmes i två olika uppsättningar 1981 och 1987 och spelade filmskurken Skeletor i He-Man – universums härskare (1987), en roll han sagt vara sin favoritroll.
1993 gästspelade Langella i tre avsnitt av Star Trek: Deep Space Nine och var med i den politiska komedin Dave och spelade mot Kevin Kline och Sigourney Weaver. Året efter var han med i komedin Junior. 1996 spelade han i August Strindbergs Fadren på Broadway och var med i filmen Eddie, med Whoppi Goldberg, som han blev romantisk involverad med. De separerade 2001.
2002 var Langella med i Fortune's Fool, en roll som gav honom hans andra Tony Award. En fjärde nominering fick han 2004, med pjäsen Match. 2006 spelade han rollen som Richard Nixon mot Martin Sheen i teateruppsättningen av Frost/Nixon. Rollen gav honom en tredje Tony Award. 2008 återvände han i rollen för Ron Howards filmatisering. Han blev då oscarsnominerad för Bästa skådespelare, men förlorade mot Sean Penn. Han blev också nominerad för Golden Globe, BAFTA och Screen Actors Guild.
Vid den här tiden ansågs Langella som en mer än väl etablerad skådespelare och syntes i George Clooneys regidebut Good Night, and Good Luck (2005). I Superman Returns (2006) spelade han Daily Planets chefredaktör Perry White. För sin roll i Starting Out in The Evening (2007) blev han en kritikerfavorit och fick lokala priser. 2010 medverkade han i uppföljaren till Wall Street – Wall Street: Money Never Sleeps. Samma år spelade han mot Ryan Gosling och Kirsten Dunst i All Good Things och 2011 spelade han mot Liam Neeson i Unknown. I Robot & Frank (2012) blev han än en gång kritikerhyllad. Även i HBO-serien The Americans (2015–2017) blev han unisont hyllad tillsammans med TV-serien.
Langella fick 2016 sin fjärde Tony Award för sin medverkan i uppsättningen av The Father. Han blev också hyllad för sin medverkan i filmen Captain Fantastic (2016) och i HBO filmen All the Way (2016). 2020 spelade han domaren Julius Hoffman i den Oscarsnominerade filmen The Trial of the Chicago 7.
2022 blev Langella sparkad från serien The Fall of The House of Usher efter att han blivit anklagad för sexuella trakasserier.

## Filmografi (urval)

### Film
| År   | Titel                           | Roll                | Notering |
| ---- | ------------------------------- | ------------------- | -------- |
| 1970 | En galens hemmafrus dagbok      | George Prager       |          |
| 1970 | Det våras för svärmor           | Ostap Bender        |          |
| 1971 | The Deadly Trap                 | Philippe            |          |
| 1972 | Vredens dag                     | De La Plata         |          |
| 1974 | The Mark of Zorro               | Don Diego Vega      |          |
| 1979 | Greve Dracula                   | Greve Dracula       |          |
| 1980 | Those Lips, Those Eyes          | Harry Crystal       |          |
| 1981 | Sphinx                          | Akmed Khazzan       |          |
| 1986 | The Men's Club                  | Harold Canterbury   |          |
| 1987 | He-Man - universums härskare    | Skeletor            |          |
| 1988 | Och Gud skapade kvinnan         | James Tiernan       |          |
| 1991 | True Identity                   | Leland Carver       |          |
| 1992 | 1492 - den stora upptäckten     | Santangel           |          |
| 1993 | Älska till döds                 | Jeffrey Roston      |          |
| 1993 | Dave                            | Bob Alexander       |          |
| 1994 | Ett riktigt mor?                | Detektiv Hayden     |          |
| 1994 | Junior                          | Noah Banes          |          |
| 1995 | Bad Company                     | Vic Grimes          |          |
| 1995 | Cutthroat Island                | Dawg Brown          |          |
| 1995 | Moses                           | Merneptah           | TV-film  |
| 1996 | Eddie                           | Bill Burgess        |          |
| 1997 | Lolita                          | Clare Quilty        |          |
| 1998 | Små soldater                    | Archer              | Röstroll |
| 1998 | I'm Losing You                  | Perry Needham Krohn |          |
| 1999 | The Ninth Gate                  | Boris Balkan        |          |
| 2000 | Stardom                         | Blaine De Castillon |          |
| 2001 | Ljuva november                  | Edgar Price         |          |
| 2004 | House of D                      | Duncan              |          |
| 2005 | Back in the Day                 | Bill Hudson         |          |
| 2005 | Good Night, and Good Luck       | William S. Paley    |          |
| 2006 | Superman Returns                | Perry White         |          |
| 2007 | Starting Out in The Evening     | Leonard Schiller    |          |
| 2008 | Frost/Nixon                     | Richard Nixon       |          |
| 2008 | Sagan om Despereaux             | Borgmästaren        | Röstroll |
| 2009 | The Box                         | Arlington Steward   |          |
| 2010 | Wall Street: Money Never Sleeps | Louis Zabel         |          |
| 2010 | All Good Things                 | Sanford Marks       |          |
| 2011 | Unknown                         | Rodney Cole         |          |
| 2012 | Robot & Frank                   | Frank               |          |
| 2012 | The Time Being                  | Warner Dax          |          |
| 2013 | Parts per billion               | Andy                |          |
| 2014 | Muppets Most Wanted             | Beefeater Vicar     | Cameo    |
| 2014 | Noah                            | Og                  |          |
| 2014 | Draft Day                       | Anthony Molina      |          |
| 2014 | Grace of Monaco                 | Francis Tucker      |          |
| 2014 | Profeten                        | Pasha               | Röstroll |
| 2015 | The Driftless Area              | Tim Geer            |          |
| 2016 | Captain Fantastic               | Jack Bertrang       |          |
| 2016 | Youth in Oregon                 | Raymond Engersol    |          |
| 2020 | The Trial of the Chicago 7      | Julius Hoffman      |          |
| 2022 | Angry Neighbors                 | Harry March         |          |

### TV
| År        | Titel                             | Roll                 | Notering                                    |
| --------- | --------------------------------- | -------------------- | ------------------------------------------- |
| 1965      | The Trials of O'Brien             | Michael Romani       | Avsnitt: "How do you Get to Carnegie Hall?" |
| 1967      | NET Playhouse                     |                      | Avsnitt: "Benito Cerino"                    |
| 1973      | Mannix                            | Harry Tass           | Avsnitt: "Silent Target"                    |
| 1976      | Swiss Family Robinson             | Jean Lafitte         | 2 avsnitt                                   |
| 1988      | CBS Summer Playhouse              | Dr. Paradise         | Avsnitt: "Dr. Paradise"                     |
| 1993      | Star Trek: Deep Space Nine        | Minister Jaro Essa   | 3 avsnitt                                   |
| 2000      | Jason and the Argonauts           | Kung Aeëtes          | 2 avsnitt                                   |
| 2001      | The Beast                         | Jackson Burns        | 6 avsnitt                                   |
| 2003      | Law & Order: Special Victims Unit | Al Baker             | Avsnitt: "Dominance"                        |
| 2005      | Unscripted                        | Goddard Fulton       | 10 avsnitt                                  |
| 2005-2006 | Kitchen Confidential              | Pino                 | 6 avsnitt                                   |
| 2006      | 10.5: Apocalypse                  | Dr. Earl Hill        | 2 avsnitt                                   |
| 2015-2017 | The Americans                     | Gabriel              | 31 avsnitt                                  |
| 2018      | American Dad!                     | Francis Stoat        | Röstroll, Avsnitt: "Shell Game"             |
| 2018-2020 | Kidding                           | Sebastian Piccirillo | 17 avsnitt                                  |

### Teater
| År        | Roll                             | Produktion            | Regi             | Teater                                                     |
| --------- | -------------------------------- | --------------------- | ---------------- | ---------------------------------------------------------- |
| 1963-1964 | Michael                          | The Immoralist        |                  | Bouwerie Lane Theatre, New York                            |
| 1964      | Don Benito Cereno                | The Old Glory         | Robert Lowell    | St. Clement's Church                                       |
| 1965-1966 | Flamineo                         | The White Devil       |                  | Circle in the Square Theatre                               |
| 1966-1967 |                                  | Yerma                 |                  | Vivian Beaumont Theatre                                    |
| 1968-1969 | Will                             | A Cry of Players      | William Gibson   | Vivian Beaumont Theatre                                    |
| 1975      | Leslie                           | Seascape              | Edward Albee     | Shubert Theatre                                            |
| 1976      | Friedrich Arthur of Homburg      | The Prince of Hombug  | Robert Kalfin    | Westside Theatre                                           |
| 1977-1978 | Greve Dracula                    | Dracula               |                  | Martin Beck Theatre                                        |
| 1982      | Antonio Salieri                  | Amadeus Peter Shaffer | Peter Hall       | Broadhurst Theatre, New York, USA                          |
| 1983      | Jim                              | Passion               |                  | Longacre Theatre                                           |
| 1984      | Otto                             | Design for Living     |                  | Circle in the Square Theatre                               |
| 1984      | Quentin                          | After the Fall        | John Tillinger   | Playhouse 91                                               |
| 1985      | Eddie                            | Hurlyburly            | Mike Nichols     | Ethel Barrymore Theatre                                    |
| 1987      | Sherlock Holmes                  | Sherlock's Last Case  | Charles Morowitz | Nederlander Theatre                                        |
| 1989      | Prospero                         | Stormen               |                  | Union Square Theatre                                       |
| 1994      | Junius                           | Booth                 |                  | York Theatre                                               |
| 1996      | Ryttmästarn                      | Fadren                |                  | Criterion Center Stage Right                               |
| 1996-1997 | Garry Essendine                  | Present Laughter      |                  | Walter Kerr Theatre                                        |
| 1997-1998 | Cyrano de Bergerac               | Cyrano de Bergerac    |                  | Laura Pels Theatre                                         |
| 2000      | Ebenezer Scrooge                 | En julsaga            |                  | Madison Square Garden                                      |
| 2002      | Flegont Alexandrovitch Tropatcho | Fortune's Fool        | Arthur Penn      | Music Box Theatre                                          |
| 2004      | Tobi                             | Match                 | Nicholas Martin  | Plymouth Theatre                                           |
| 2006-2007 | Richard Nixon                    | Frost/Nixon           | Michael Grandage | Donmar Warehouse Gielgud Theatre Bernard B. Jacobs Theatre |
| 2008      | Sir Thomas More                  | A Man for All Seasons | Doug Hughes      | American Airlines Theatre                                  |
| 2011      | Gregor Antonescu                 | Man and Boy           |                  | American Airlines Theatre                                  |
| 2013-2014 | Lear                             | Kung Lear             |                  | Chichester Festival Theatre Harvey Theatre                 |
| 2016      | André                            | The Father            | Doug Hughes      | Samuel J. Friedman Theatre                                 |